# ويليام كروفورد (سياسي أمريكي)
ويليام كروفورد (بالإنجليزية: William Crawford)‏ هو محامي وقاضي وسياسي أمريكي، ولد في 1784 بمقاطعة لويزا في الولايات المتحدة، وتوفي في 28 فبراير 1849.